# Nữ hoàng voi
Nữ hoàng voi (tên gốc tiếng Anh: The Elephant Queen) là một bộ phim tài liệu năm 2018 do Victoria Stone và Mark Deeble đạo diễn. Bộ phim là một câu chuyện về tình gia đình, sự mất mát và tình yêu quê hương, do Lucinda Englehart chịu trách nhiệm sản xuất dưới vai trò trực thuộc công ty sản xuất Deeble & Stone. Nội dung tác phẩm xoay quanh câu chuyện về Athena, một bà voi trưởng tộc sẽ làm mọi thứ trong khả năng của mình để bảo vệ đàn khi chúng buộc phải rời khỏi ao nước của mình để tránh hạn. Cuộc hành trình này do Chiwetel Ejiofor thuật lại, sẽ đưa khán giả băng qua thảo nguyên châu Phi và chạm đến trái tim của một bộ tộc voi.
Tại Giải Sự lựa chọn của các nhà phê bình phim tài liệu 2019, Nữ hoàng voi được đề cử cho Phim tài liệu khoa học/tự nhiên xuất sắc nhất và Dẫn truyện xuất sắc nhất.

## Nội dung
Athena, một con voi mẹ 50 tuổi, là tộc trưởng của một bầy voi cái trưởng thành, bao gồm mẹ Mala, con gái lớn Milli và bé Mimi mới sinh. Bầy voi sống tại một vùng hoang dã được gọi là Vương quốc, với các ao nước nằm rải rác. Các ao nước này cũng là nơi sinh sống của ễnh ương, tắc kè hoa, bọ hung, cá killi và rùa đầm, tất cả đều là những nhân vật có tính cách sống cộng sinh hòa thuận. Hạn hán buộc cả đàn voi phải rời bỏ môi trường sống và đi xa đến một trảng cỏ mới. Chúng phải ăn uống rất nhiều để có sức vượt hằng trăm cây số đến mạch nước gần nhất. Trưởng tộc Athena đã đặt một quyết định khó khăn: hoặc phải đợi cho cô bé Mimi đủ sức khỏe hơn để bắt đầu chuyến đi dài, hoặc đặt cả bộ tộc của bà vào tình thế nguy hiểm vì thiếu nước.

## Diễn viên
Diễn viên người Anh Chiwetel Ejiofor đóng vai trò là người dẫn truyện cho cuộc hành trình của bộ tộc voi.

## Sản xuất
Hai đạo diễn Deeble và Stone cho biết trước đây cả hai chưa từng lựa chọn loài voi làm đối tượng ghi hình chính. Năm 2009, một trận hạn hán ập đến Vườn quốc gia Amboseli, Kenya, và điều này đã "mở mang tầm mắt" của cả hai trong quyết định kể về câu chuyện của những chú voi. Cả hai đã theo dõi voi Athena và đàn của bà trong hơn 4 năm tại Vườn quốc gia Tsavo East ở Kenya.

## Phát hành
Ngày 8 tháng 9 năm 2018, Nữ hoàng voi được công chiếu ra mắt tại Liên hoan phim Quốc tế Toronto. Bộ phim sau đó được trình chiếu tại Liên hoan phim BFI London, Liên hoan phim Sundance, Liên hoan phim Montclair và Liên hoan phim Sydney. Nữ hoàng voi được chiếu tại các rạp vào ngày 18 tháng 10 năm 2019 dưới tư cách một tác phẩm thí điểm cho thỏa thuận giữa A24 và Apple, trong đó A24 sẽ chịu trách nhiệm phân phối phim điện ảnh qua phương pháp phát hành giới hạn tại các rạp ở Hoa Kỳ trước khi bộ phim đó trở thành tác phẩm độc quyền của Apple TV+. Cùng ngày, hãng phim cũng cho ra mắt phim điện ảnh The Lighthouse, do đó ưu tiên của A24 chuyển sang bộ phim đó, còn Nữ hoàng voi chỉ được công chiếu với số lượng suất chiếu rất ít và gần như không được quảng bá. Phim có sẵn trên dịch vụ streaming trực tuyến Apple TV+ vào ngày 1 tháng 11 năm 2019. Sau đó, tác phẩm cũng đã có buổi ra mắt tại quốc gia sản xuất, trên kênh truyền hình Citizen TV ở khu vực châu Phi Hạ Sahara vào ngày 12 tháng 4 năm 2020.

## Đón nhận

### Đánh giá chuyên môn
Trên hệ thống tổng hợp kết quả đánh giá Rotten Tomatoes, phim nhận được 91% lượng đồng thuận dựa theo 22 bài đánh giá, với điểm trung bình là 7,77/10. Các chuyên gia của trang web nhất trí rằng, "Giàu thông tin, đầy lòng trắc ẩn cũng những thước phim đẹp, Nữ hoàng voi sẽ làm hài lòng những người yêu thích phim tài liệu thiên nhiên ở mọi lứa tuổi". Trên trang Metacritic, bộ phim đạt số điểm 69 trên 100, dựa trên 8 nhận xét, chủ yếu là những lời khen ngợi.
Frank Scheck của The Hollywood Reporter đã nhận xét rằng bộ phim "mang đến một lời nhắc nhở mạnh mẽ rằng các nhân vật chính của bộ phim tài liệu này [...] đang phải đối mặt với những hiểm nguy từ cả thiên nhiên lẫn con người". Sandie Angulo Chen của Common Sense Media thì viết, "Với cảnh quay lộng lẫy, phần tường thuật tuyệt vời và sâu sắc đến bất ngờ, bộ phim tài liệu này là một sự tôn vinh đầy cảm hứng cho sức mạnh của tình mẫu tử và đồng loại trên những trảng cỏ của châu Phi". Cây viết Scott Tobias của tạp chí Variety thì nhận xét, "Có một khoảng cách giữa câu chuyện mà Stone và Deeble muốn kể về tình yêu và gia đình, và một câu chuyện hung dữ hơn nhiều mà chính thiên nhiên đang kể lại [...]. Sau cùng thì, thật khó khăn để có thể dung hòa cả hai". Chelsea Phillips-Carr từ Point of View thì viết, "Không nghi ngờ gì nữa, bộ phim tài liệu này rất quyến rũ, nhưng nó cũng quá vô thưởng vô phạt đối với các nhân vật chính".

### Giải thưởng
| Năm  | Giải thưởng                                         | Hạng mục                                      | Kết quả | Nguồn  |
| ---- | --------------------------------------------------- | --------------------------------------------- | ------- | ------ |
| 2019 | Giải Sự lựa chọn của các nhà phê bình phim tài liệu | Phim tài liệu khoa học/tự nhiên xuất sắc nhất | Đề cử   | [ 17 ] |
| 2019 | Giải Sự lựa chọn của các nhà phê bình phim tài liệu | Dẫn truyện xuất sắc nhất                      | Đề cử   | [ 17 ] |
| 2020 | Giải Primetime Creative Arts Emmy                   | Dẫn truyện đột phá                            | Đề cử   | [ 18 ] |